# ベネット・シェラード (初代ハーバラ伯爵)

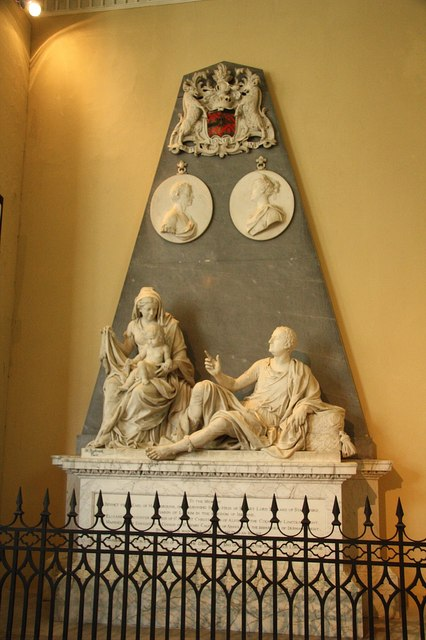
ステイプルフォードの教会にある、初代ハーバラ伯爵一家の記念碑

初代ハーバラ伯爵ベネット・シェラード（英語: Bennet Sherard, 1st Earl of Harborough、1677年10月9日 – 1732年10月16日）は、イギリスの貴族、政治家。

## 生涯
第2代シェラード男爵ベネット・シェラードとエリザベス・クリストファー（Elizabeth Christopher、サー・ロバート・クリストファーの娘）の次男として、1677年10月9日に生まれた。
1700年1月15日に父が死去すると、シェラード男爵の爵位を継承したが、アイルランド貴族だったためこのときはグレートブリテン貴族院の議席を得られなかった。同時に父が務めていたラトランド統監にも任命され、10月には庶民院の議席をうかがえる態勢になり、1701年1月にトーリー党の候補に惜敗したものの12月にはレスターシャー選挙区で当選した。このときはホイッグ党の一員とされたが、1702年イングランド総選挙で敗北して議席を失った。
シェラードは1712年にはラトランド統監の職も失ったが、1713年1月に姉妹ルシンダ（Lucinda）が第2代ラトランド公爵ジョン・マナーズと結婚すると、シェラードは強力な後ろ盾を得て1713年イギリス総選挙でラトランド選挙区から出馬して当選した。2回目の議員職も長く続かず、1714年にジョージ1世が即位すると同年10月19日にグレートブリテン貴族であるハーバラのハーバラ男爵に叙され、翌年にラトランド統監に復帰した上で1718年10月31日にステイプルフォードのシェラード子爵、1719年5月8日にハーバラ伯爵に叙され、同年に北トレント巡回裁判官に任命された（以降死去まで在任）。シェラードが叙された爵位のうち、ハーバラ男爵とハーバラ伯爵には叔父フィリップ・シェラードへの特別残余権があった。
1732年10月16日にロンドンで死去、11月15日にステイプルフォードで埋葬された。息子が早世したためシェラード子爵は断絶、ハーバラ男爵とハーバラ伯爵は特別残余権により叔父フィリップの息子フィリップが継承、父から継承していたシェラード男爵の爵位もフィリップが継承した。

## 家族
1696年4月30日、ウェストミンスター寺院でメアリー・カルヴァーリー（Mary Calverley、1702年5月20日没、サー・ヘンリー・カルヴァーリーの娘）と結婚、1男を儲けた。
- ベネット・ヘンリー（1702年4月 – 1702年8月）